# Ian Cameron Esslemont
Ian Cameron Esslemont (ur. 1962 w Winnipeg) – kanadyjski pisarz fantasy.

## Życiorys
Absolwent kursów z zakresu kreatywnego pisania. Z wykształcenia i zawodu archeolog, mieszkał i pracował przez kilka lat w Tajlandii i Japonii. Później osiedlił się na Alasce, zaczął pracę nad doktoratem z zakresu literatury angielskiej.
W 1982 ze swoim przyjacielem Stevenem Eriksonem wymyślił świat Malazu, który stał się tłem dla gier fabularnych, a następnie dla powieści z cyklu Malazańska Księga Poległych.
Iac Cameron Esslemont jako pisarz fantasy debiutował w 2005 książką Night of Knives (Noc noży). W 2008 wydał drugą powieść osadzoną w świecie Malazu – Return of the Crimson Guard (Powrót Karmazynowej Gwardii). Kolejne części cyklu ukazywały się w 2010 (Stonewielder), 2012 (Orb Sceptre Throne i Blood and Bone) i 2014 (Assail).